# Погромское сельское поселение
Погромское сельское поселение — сельское поселение в Волоконовском районе Белгородской области.
Административный центр — село Погромец.

## История
Статус и границы сельского поселения установлены Законом Белгородской области от 20 декабря 2004 года № 159 «Об установлении границ муниципальных образований и наделении их статусом городского, сельского поселения, городского округа, муниципального района»

## Население
| 2010  | 2011  | 2012  | 2013  | 2014  | 2015  | 2016  | 2017  | 2018  |
| ----- | ----- | ----- | ----- | ----- | ----- | ----- | ----- | ----- |
| 1377  | ↘1371 | ↗1380 | ↘1363 | ↘1359 | ↘1334 | ↘1300 | ↘1274 | ↘1266 |
| 2019  | 2020  | 2021  |       |       |       |       |       |       |
| ↘1249 | ↘1220 | ↘1176 |       |       |       |       |       |       |

## Состав сельского поселения
В состав сельского поселения входят 5 населённых пунктов:
| № | Населённый пункт | Тип населённого пункта       | Население |
| - | ---------------- | ---------------------------- | --------- |
| 1 | Благодатный      | хутор                        | →0        |
| 2 | Давыдкин         | хутор                        | ↘108      |
| 3 | Коновалово       | село                         | ↘236      |
| 4 | Плотовка         | хутор                        | ↘81       |
| 5 | Погромец         | село, административный центр | ↘952      |

## Местное самоуправление
Администрация
Телефон: (47235) 4-66-15